# Megachile astragali
Megachile astragali là một loài Hymenoptera trong họ Megachilidae. Loài này được Mitchell mô tả khoa học năm 1938.